# Tensilica
Tensilica（テンシリカ）は、シリコンバレーを本拠地とする半導体IPコア分野の企業である。
現在はケイデンス・デザイン・システムズの一部になっている。
テンシリカのDPU (データプレーン・プロセッサー)は、CPUとDSPの強みを合わせ持ち、
10から100倍の性能を持つ独自ロジックを組み合わせている。
これにより、データに特化した処理タスクに向いている。
テンシリカはカスタマイズ可能なマイクロプロセッサーコアである
Xtensaコンフィギュラブル・プロセッサーで知られている。
他の製品としては、ケイデンスと55以上のソフトウェア・パートナーからの125以上の
ソフトウェア・ライブラリーの付属したHiFiオーディオ/音声DSPと、
画像処理やビデオ、コンピューター・ビジョンにおける複雑なアルゴリズムを
扱うために設計されたIPV Image/Video DSP、MACを2基搭載したConnX D2から、64基搭載したConnX BBE 64EPに渡るConnXベースバンドDSPファミリーがある。
テンシリカは1997年にChris Rowen (ミップス・テクノロジーズ社の創設者の一人)によって
設立され、当初は、シリコンバレーにあるプロセッサーとEDAを手掛ける企業の
元従業員を雇用していた。
その中には、MIPS命令セットに対して、数年に渡りチーフアーキテクトとして貢献していたEarl Killianが含まれていた。
2013年3月11日にケイデンス・デザイン・システムズはテンシリカを
380百万ドル近くの現金で買収する意志を示した。
2013年4月には、326百万ドル近くの支出でケイデンスは買収を完了した。

## ケイデンス・テンシリカの製品
ケイデンス・テンシリカは、ライセンス供与先の製品、
例えば、携帯電話や家庭用エンターテインメント機器、通信機器といった
組み込みシステムのSystem-on-a-chipのダイに含めることできる
半導体IPコアブロックを開発している。

### Xtensaコンフィギュラブル・コア
Xtensa DPU (データプレーン処理ユニット)は、小規模で低消費電力であり
キャッシュを持たないマイクロコントローラーとしてから、
高性能な同時に16並列処理可能なSIMDと3命令を投入できるVLIW DSPを
備えたコアとしてまで、使用することができる。
例えばテンシリカのようなIPプロセッサ・ベンダーは、キャッシュの大きさや
プロセッサーのバス幅、データ用RAM、命令用RAM、メモリ管理の有無、
割り込み制御といった機能を組み合わせて、ライセンス供与先の求めるIPコアを
提供するのが一般的である。
しかし、ケイデンス・テンシリカは、ユーザーの再構成可能な命令セットという
鍵となる機能を持っているため、差別化されている。
提供され構成用ツールを使用することで、顧客はXtensaの基本となる命令セットに、
独自に定義した命令を追加し、拡張することができる。
拡張できるものとしては、SIMD命令や新しいレジスター・ファイル、
マルチプロセッサでのプロセッサ間の通信のためのデータ転送インターフェイス
などがある。
プロセッサの構成が決まったら、ケイデンスのプロセッサー・ジェネレーター・サービスが、
カスタマイズされたXtensa IPコアとプロセッサー・デザイン・キット、
ソフトウェア開発キットを生成する。
この過程は高度に自動化されており、設計者は命令の追加とそれによる性能の改善と、
消費電力とのトレードオフを簡単に実験することができる。
プロセッサ・キットには、構成したIPコアを顧客のチップ設計環境に統合するために
必要なものが含まれている。
これには、コアのハードウェア記述(合成可能なRTLまたはレイアウト済みの形式)、
タイミングとI/Oの制限、独自のRAMやキャッシュ、FIFOに対する要求事項が含まれる。
ソフトウェア・キットは、Eclipseベースの統合開発環境であり、
GNU Compiler Collectionをベースとしたツールチェイン（C/C++コンパイラ、
アセンブラ、リンカ、デバッガ）を使用している。
命令セットシミュレータにより、顧客は実際のハードウェアができ上がる前に
アプリケーションの開発を開始できる。

#### Xtensa命令セット
Xtensa命令セットは、データプレーンの処理に関わる様々な要求を満たすように
設計されている。
この32ビットアーキテクチャーでは、最高の電力効率と性能を実現するために、
コンパクトな16ビットまたは25ビットの長さの命令セットを、モードを切り替えること
なく使用することができる。
基本の命令セットは、80個のRISC命令からなり、32ビットのALUと
最大64個の32ビット汎用レジスター、6個の専用レジスターを操作できる。

#### 利用例
AMDのTrueAudioとUnified Video Decoderは、XtensaをベースとしたASICである。
組み込みWi-FiチップであるESP8266とESP32は、XtensaをメインのCPUコアとして使用している。

### HiFiオーディオと音声DSP用IP
- HiFi Mini Audio DSP - 最小構成で、最も消費電力の少ないDSPコアである。音声を常時監視して、音声入力により処理を起動する用途や、音声認識用途向けである。

- HiFi 2 Audio DSP - 高効率なDSPコアであり、MP3オーディオを処理できる最も消費電力の小さな構成である。

- HiFi EP Audio DSP - HiFi 2の機能に加え、DSTマスターオーディオ、音声の前処理と後処理用に高度に最適化されている、改善されたキャッシュ・メモリー・サブシステムを持っている。

- HiFi 3 Audio DSP - 32ビットの処理により、多くの音響補正アルゴリズムや幅広い音声コーデック、多チャネルオーディオにおいて、非常に高効率な処理を実現する。

- HiFi 4 DSP - DSPの有用な、多チャネルのオブジェクト・ベースのオーディオ標準を実現するため、HiFi 3の2倍の性能を持っている。

#### 利用例
PlayStation 4やKaveriデスクトップAPU、AMDのグラフィックカードのいくつかに
搭載されているAMD TrueAudioは、ケイデンス・テンシリカのHiFi EP Audio DSPをベースにしている。
Microsoft HoloLensは、TSMCで製造された特別にカスタマイズされた、
24基のテンシリカDSPコアを持った28nmコプロセッサーを使用している。
これは約65百万のロジック・ゲートと、8MBのSRAM、低消費電力な1GBのDDR3 RAMによる
追加レイヤーを持っている。

## 歴史
1997年にChris Rowenにより、テンシリカが設立された。
2002年に、テンシリカは、FLIXとして知られる、可変命令長エンコーディングを
サポートをリリースした。
2013年に、ケイデンス・デザイン・システムズがテンシリカを買収した。

## 社名
ブランド名であるテンシリカ(Tensilica)は、拡張性のあることを示すtensileと、
集積回路を構成する主な元素であるケイ素(silicon)の語を組み合わせて
作られた。